# Chöpfenberg
Chöpfenberg är en bergstopp i Schweiz.   Den ligger i kantonen Glarus, i den östra delen av landet, 120 km öster om huvudstaden Bern. Toppen på Chöpfenberg är 1 896 meter över havet, eller 459 meter över den omgivande terrängen. Bredden vid basen är 5,8 km.
Terrängen runt Chöpfenberg är bergig österut, men västerut är den kuperad. Runt Chöpfenberg är det ganska tätbefolkat, med 179 invånare per kvadratkilometer.. Närmaste större samhälle är Rapperswil, 16,3 km nordväst om Chöpfenberg. 
I omgivningarna runt Chöpfenberg växer i huvudsak blandskog.